# Te Mataili (801)
Die Te Mataili (801) war ein Patrouillenboot des Pacific Islands Forum, welches von Australien an Tuvalu zur Verfügung gestellt wurde. Es wurde von der Tuvalu Police Force betrieben. Die ausschließliche Wirtschaftszone von Tuvalu umfasst 900.000 km² und lange Zeit war die Te Mataili das einzige Patrouillenboot mit großer Reichweite, bis zur Außerdienststellung und Ersetzung durch die größere und modernere Te Mataili II.

## Hintergrund
Als das Seerechtsübereinkommen der Vereinten Nationen geschlossen wurde, welches die ausschließliche Wirtschaftszone auf 200 sm (370,4 km) erweiterte, bot Australien an, den zwölf kleineren Staaten des Pacific Islands Forum kleinere Patrouillenboote zur Verfügung zu stellen.

## Merkmale
Das Boot ist 31 m lang. Der australische Schiffsbauer Austal griff beim Bau auf standardisierte Ausrüstung zurück, damit das Boot auch in kleinen, abgelegenen Werften leicht instand zu halten ist.

## Geschichte
Die International Work Group for Indigenous Affairs, eine internationale Menschenrechtsorganisation, stellte in Frage, wie die Regierung nach dem Erlass des Public Order Act 2011 die Te Mataili eingesetzt hat. Im Zuge dieses Gesetzes wurden öffentliche Versammlungen für vierzehn Tage verboten. Das Boot befand in dieser Zeit in der Nähe der Residenzen des Generalgouverneurs und des Premierministers. Es gab Befürchtungen, dass das Boot zu Einschüchterungszwecken eingesetzt werden könnte.
Im Oktober 2011 musste die Regierung vom Tuvalu einen Notstand ausrufen, als die Trinkwasserreserven aufgrund einer Dürre einen gefährlich niedrigen Stand erreicht hatten. Die Te Mataili transportierte daraufhin eine Meerwasserentsalzungsanlage des Roten Kreuzes nach Nukulaelae.
Am 3. März 2017 rettete die Te Mataili zwei Fischer vor Fuafatu.
Am 5. Juli 2018 eskortierte das Schiff die Nivaga III, welche die Regierungschefs der polynesischen Staaten nach Amatuka brachte. Am 22. November 2018 überführte es den Leichnam des ehemaligen Premierministers Apisai Ielemia von der Hauptstadt zu seiner Heimatinsel Vaitupu.
Am 26. November 2018 wurde ihr Nachfolgeschiff Te Mataili II zu Wasser gelassen und am 5. April 2019 in Dienst gestellt. Alle Schiffe des Pacific Island Forum werden nach Australien zum Recycling zurückgeführt, wenn sie ersetzt werden.